# Nuno da Silva Gonçalves
Nuno Henrique Sancho da Silva Gonçalves, S.J., GOSE (Lisboa, 16 de julho de 1958) é um padre jesuíta português, atual diretor da revista «La Civiltà Cattolica». Foi Reitor da Pontifícia Universidade Gregoriana de 2016 a 2022.

## Biografia
Nascido em 16 de julho de 1958 em Lisboa, frequentou o Colégio de São João de Brito onde concluiu o Ensino Secundário em 1975. Nesse ano,  a 12 de outubro, entrou para a Companhia de Jesus em Soutelo, Vila Verde. Concluiu sua licenciatura em filosofia e humanidades na Faculdade de Filosofia da Universidade Católica Portuguesa, em Braga, em 1981. Entre 1981 e 1983, trabalhou como professor de filosofia e de educação moral e religiosa católica no Instituto Nun’Alvres, onde viria a ser ordenado sacerdote em 12 de julho de 1986. Entre 1983 e 1991, foi professor de filosofia e de língua portuguesa, além de membro do Conselho Diretivo, da Escola Portuguesa em Roma.
Licenciou-se em teologia (1988) e em história da Igreja (1991) na Pontifícia Universidade Gregoriana. Concluiu o doutorado em história da Igreja em 1995, com a tese Os Jesuítas e a Missão de Cabo Verde (1604-1642). Em 1991-1992, foi capelão militar do Instituto dos Pupilos do Exército. A partir de 1994, tornou-se membro do Centro de Estudos de História Religiosa da Universidade Católica Portuguesa e, entre 2000 e 2005, foi diretor da Faculdade de Filosofia da Universidade Católica Portuguesa, em Braga. Entre 2005 e 2011, foi o Provincial da Companhia de Jesus em Portugal. Em 2011, foi nomeado como acadêmico de mérito da Academia Portuguesa da História. Nesse mesmo ano, tornou-se docente da Faculdade de História e Bens Culturais da Igreja da Pontifícia Universidade Gregoriana. A partir de 2012, tornou-se diretor do Departamento de Bens Culturais da Igreja, a que se seguiu, no mesmo ano, a nomeação como diretor da Faculdade de História e Bens Culturais da Igreja da Pontifícia Universidade Gregoriana.
Em 21 de março de 2016, foi nomeado Reitor da Pontifícia Universidade Gregoriana, cargo que exerceu de 1 de setembro de 2016 a 31 de agosto de 2022.  Em 14 de junho de 2022, anunciou como seu sucessor ao padre Mark Andrew Lewis.
Em 23 de julho de 2018, foi agraciado com a Ordem Militar de Santiago da Espada, no grau de Grande Oficial, pelo Presidente da República Portuguesa, Prof. Doutor Marcelo Rebelo de Sousa.
Desde 1 de outubro de 2023, é diretor da revista "La Civiltà Cattolica", continuando a lecionar na Faculdade de História e Bens Culturais da Igreja da Pontifícia Universidade Gregoriana.
É sócio da Sociedade Histórica da Independência de Portugal e, desde 22 de dezembro de 2022, vogal do Conselho das Antigas Ordens Militares.  